# Карлос Салсидо
Карлос Салсидо (на испански: Carlos Salcido) е мексикански футболист. Заема позицията на защитник в националния отбор на Мексико, както и в настоящия си футболен клуб „ФК Фулъм“.
Карлос Салсидо започва футболната си кариера на 22 юли 2003 г. с отбора на Чивас. В периода от 2001 до 2006 г., Салсидо е в мексиканските отбори Чивас (Гуалдахара) и Тапито. През 2005 и 2006 г., Карлос Салсидо играе на два последователни полуфинала с отбора на Чивас за турнира Копа Либертадорес. Вследствие на отличното му представяне във футболното първенство на Мексико, през 2006 г. Карлос Салсидо получава повиквателна покана за националния отбор от тогавашния селекциноер Рикардо Лаволпе. Карлос Салсидо участва във всичките мачове на националния отбор на Мексико на световното първенство по футбол в Германия през 2006 г. Благодарение на доброто си представяне на това първенство, Салсидо предизвиква интерес у футболните емисари на големите европейски грандове. След множество спекулации за бъдещи трансфери, на 10 юли 2006 г., Карлос Салсидо сключва договор с нидерландския футболен отбор ПСВ Айндховен, с когото печели на два пъти шампионата на Нидерландия – през 2006/07 и 2007/08.